# Rhabdomastix (Rhabdomastix) holomelania
Rhabdomastix (Rhabdomastix) holomelania is een tweevleugelige uit de familie steltmuggen (Limoniidae). De soort komt voor in het Palearctisch gebied.